# Eriovixia napiformis
Eriovixia napiformis är en spindelart som först beskrevs av Tord Tamerlan Teodor Thorell 1899.  Eriovixia napiformis ingår i släktet Eriovixia och familjen hjulspindlar. Inga underarter finns listade i Catalogue of Life.